# Aeronave de transporte militar

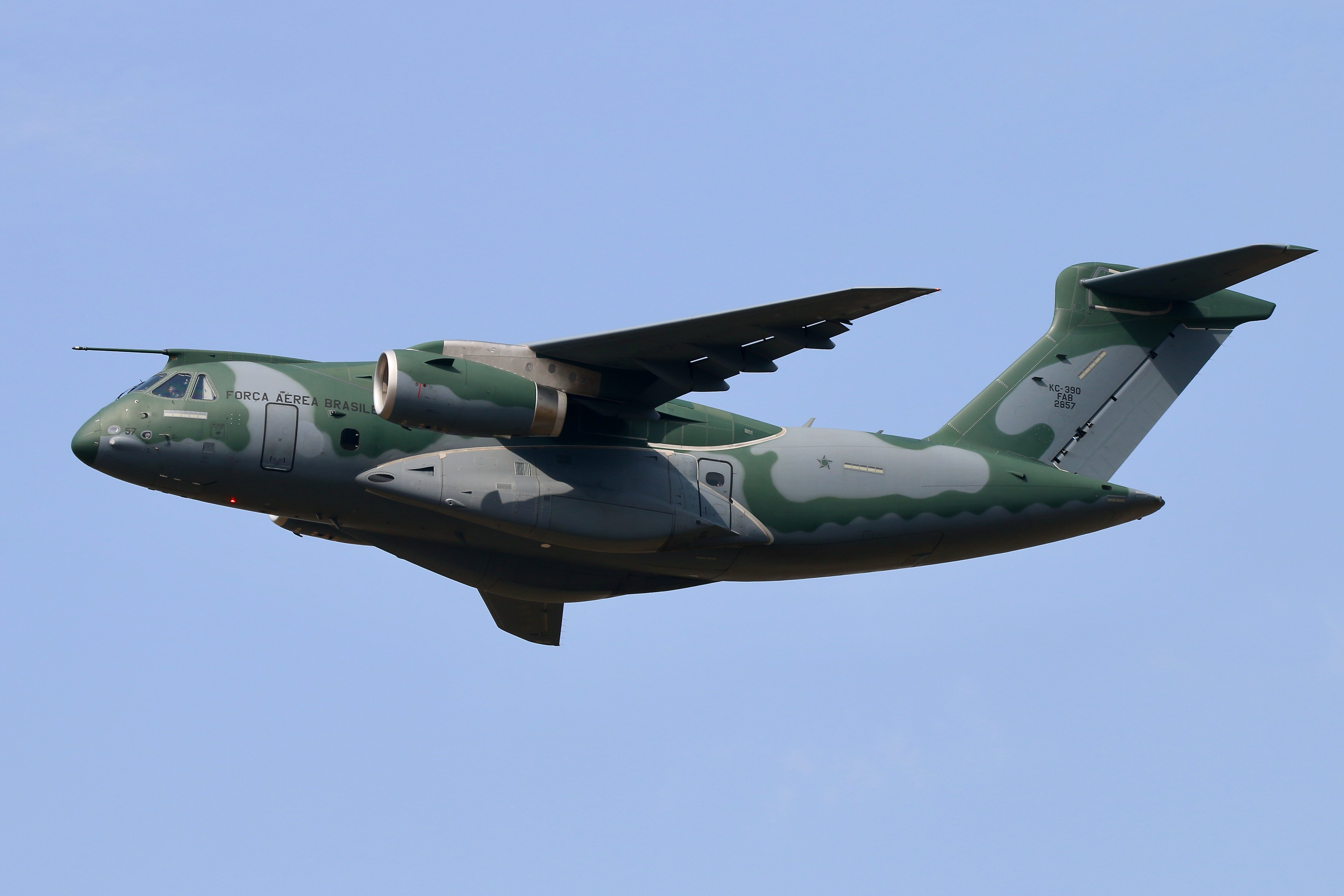
C-390 Millennium desenvolvido e fabricado pela Embraer Defesa e Segurança

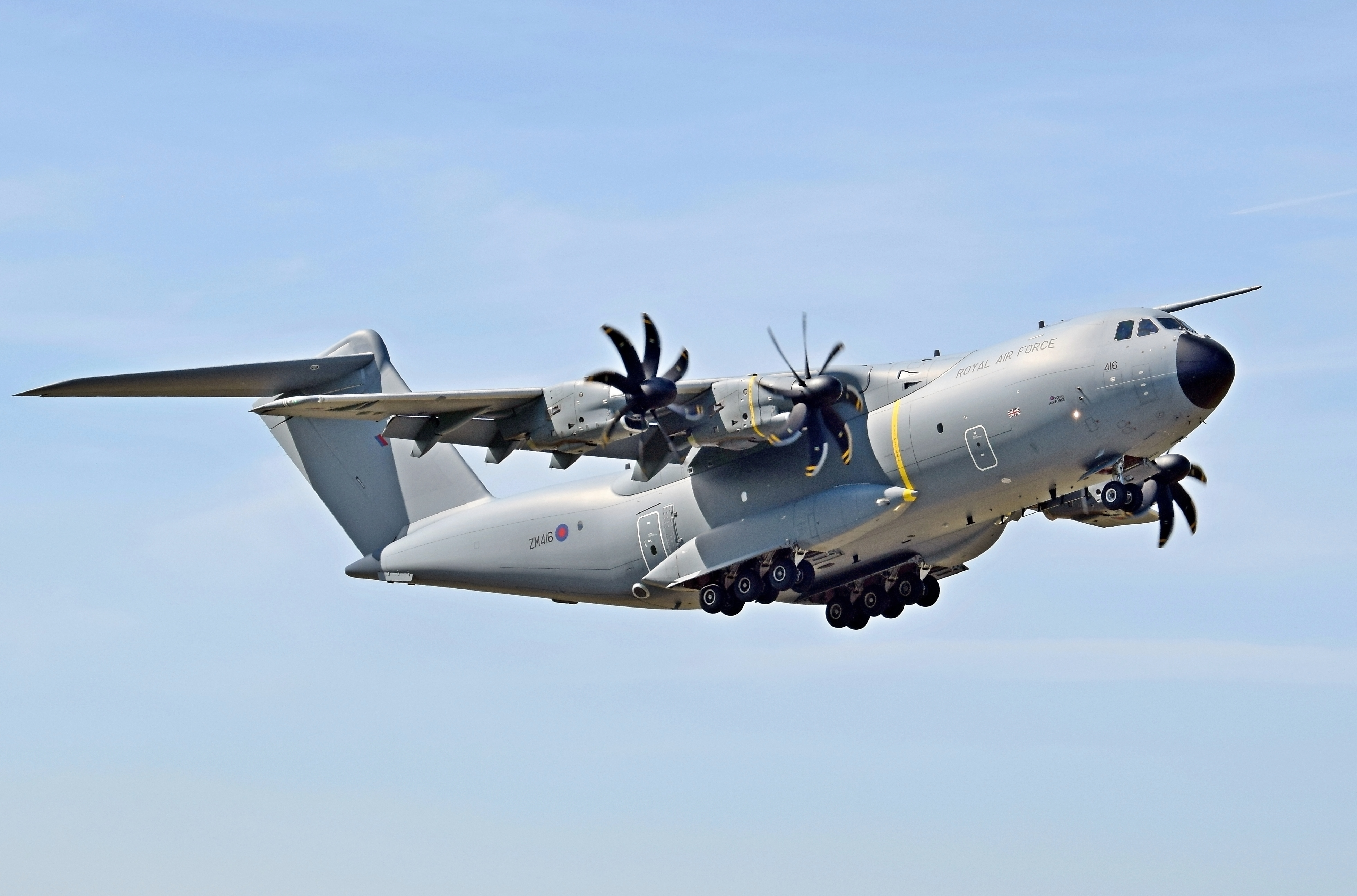
Um Airbus A400M Atlas da Força Aérea Real. O primeiro voo desta aeronave foi em dezembro de 2009.

As Aeronaves de transporte militar ou  aeronaves cargueiras militar são utilizadas para o transporte de tropas, armas e outros equipamentos militares para auxiliar as operações militares. As aeronaves de transporte podem ser usadas tanto para missões estratégicas como táticas e são normalmente utilizadas em missões de ajuda de emergências.

## Aeronaves de asa fixa

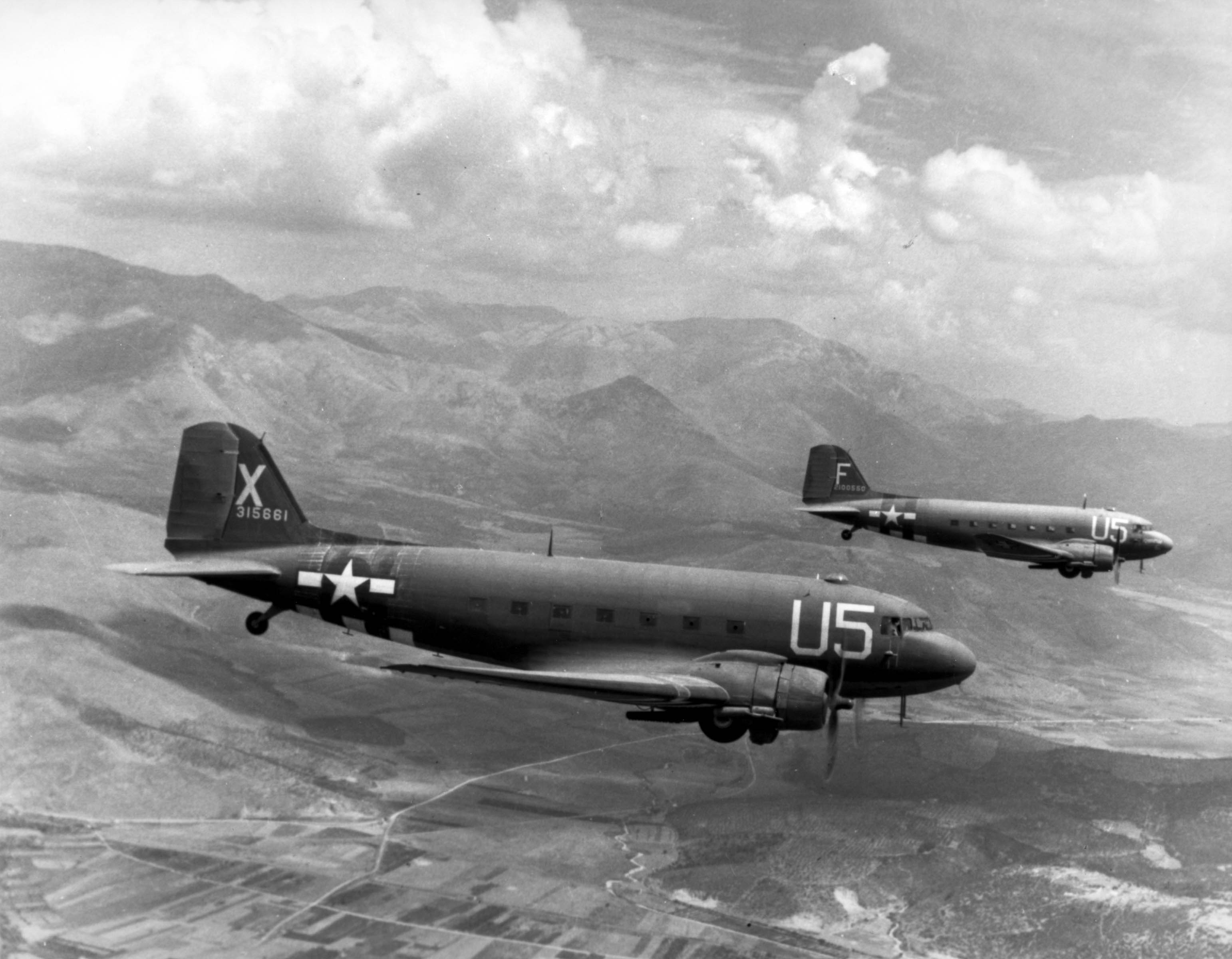
Um Douglas C-47 Skytrain em 1944, derivado do Douglas DC-3.

Os aviões de transporte são definidos em termos de sua capacidade de alcance em transporte aéreo tático ou estratégico, refletindo as necessidades das forças terrestres, quem eles mais frequentemente auxiliam. Estes correspondem aproximadamente às distinções de distância de voo comerciais: A Eurocontrol define rotas de curto alcance aquelas que são menores que 1 500 km (810 m.n.), as de longo alcance aquelas maiores que 4 000 km (2 160 m.n.) e as de médio alcance o valor intermediário.

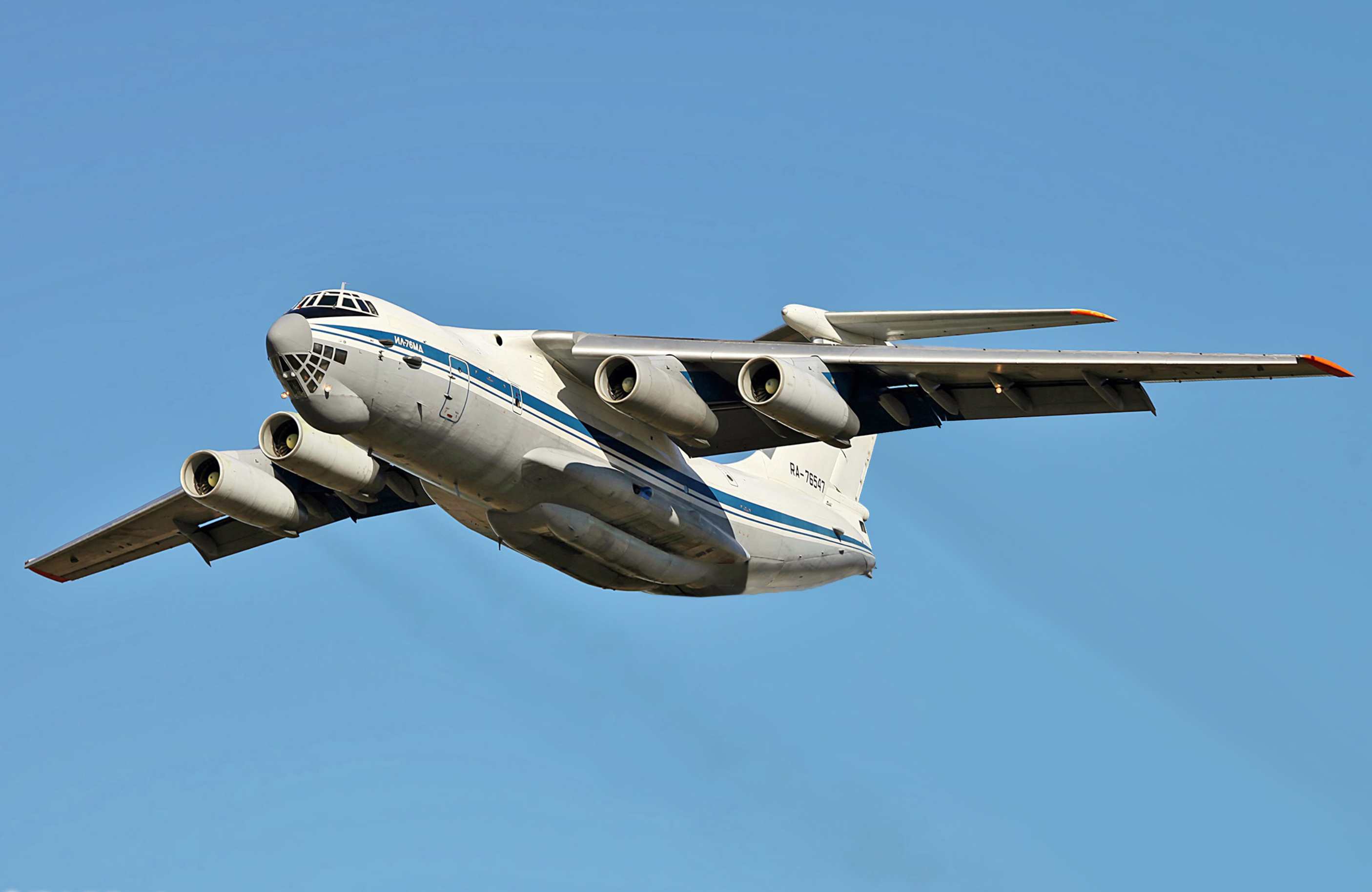
Um Ilyushin Il-76 da década de 1970 projetado tanto para o transporte militar estratégico como tático

O planador militar é um meio de transporte aéreo tático não motorizado que foi utilizado em algumas campanhas para transportar tropas e/ou equipamento para a frente de batalha.

## Aeronaves de asa rotativa

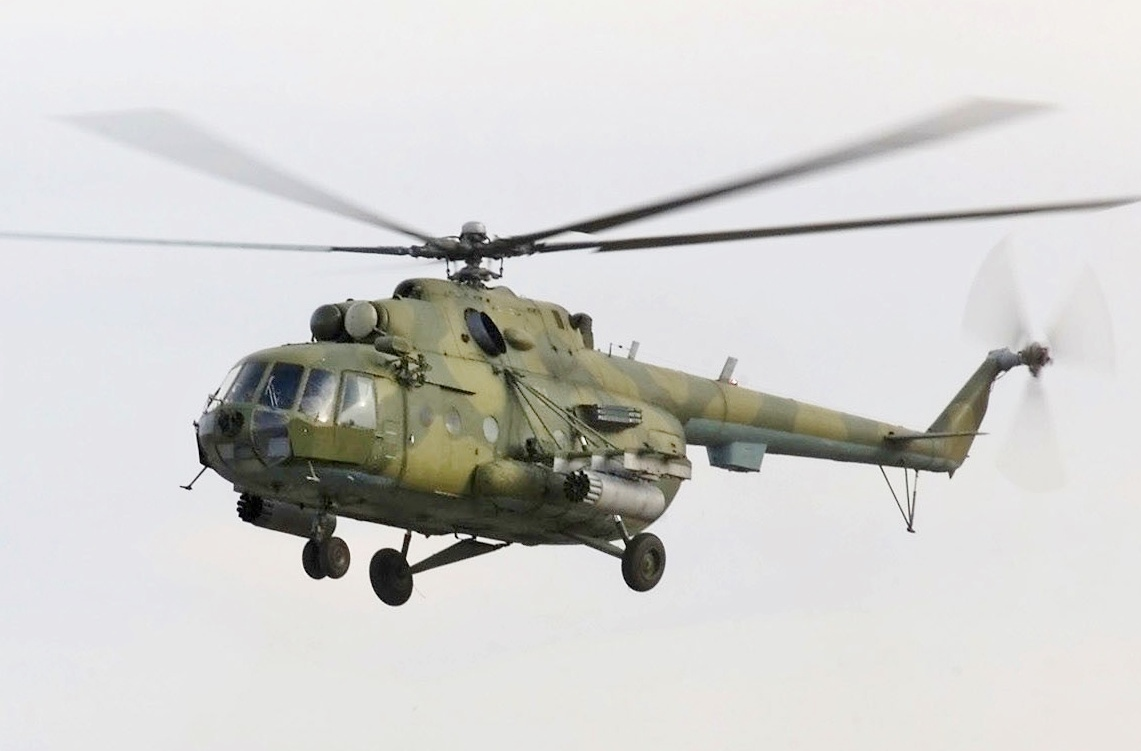
Helicóptero Mi-17

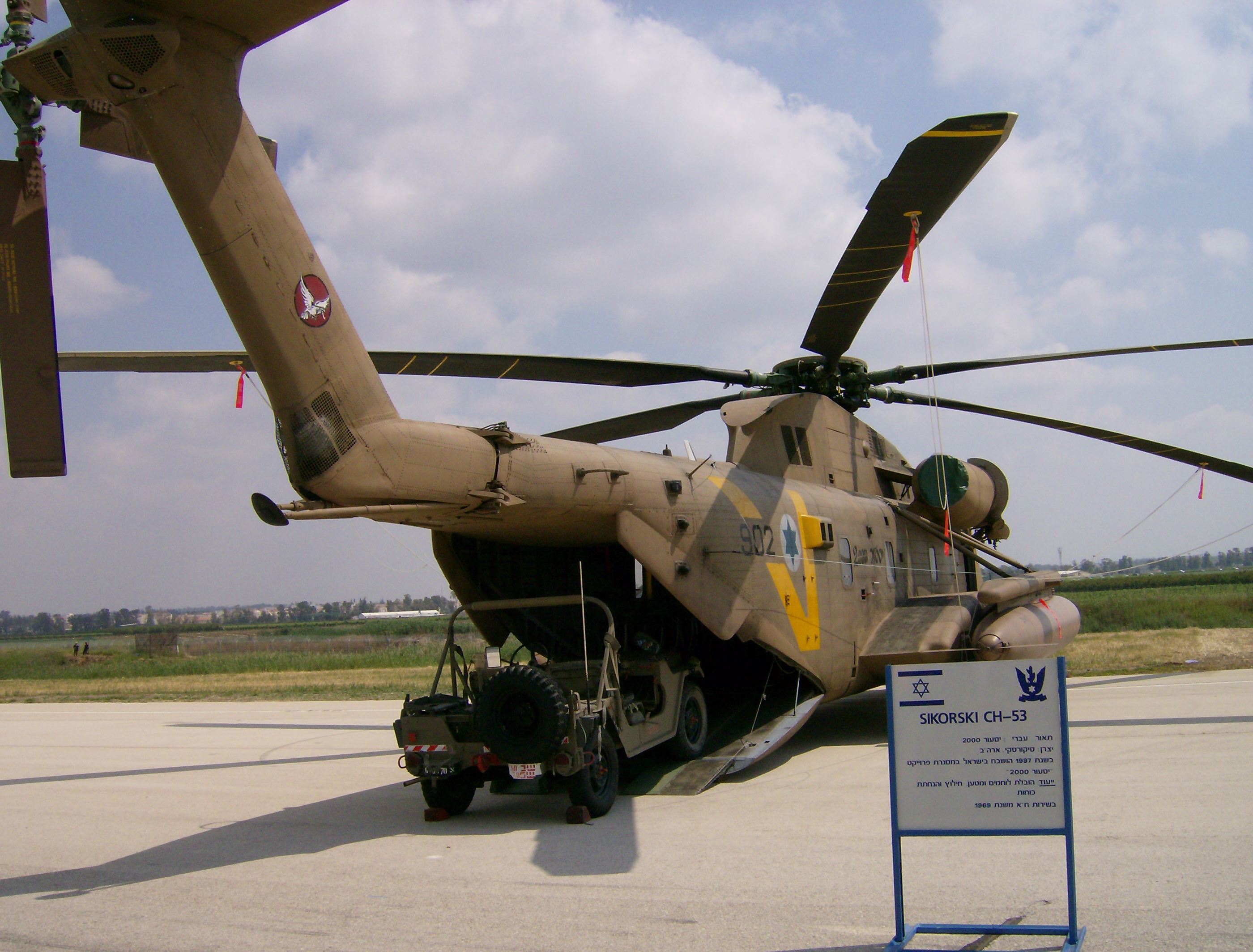
Sikorsky CH-53

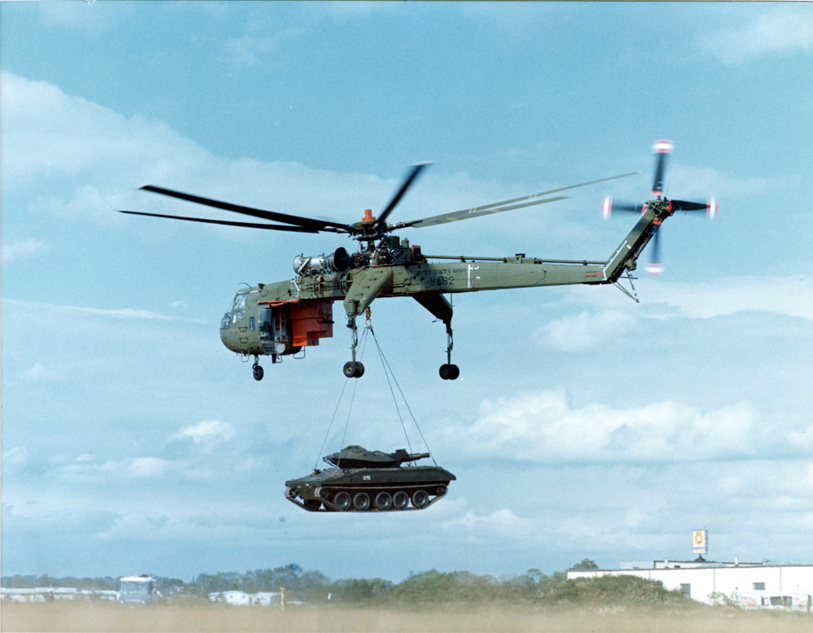
Um CH-54B carregando um tanque M551 Sheridan

Helicópteros de transporte militar são normalmente utilizados em locais onde o uso de aviões é impossível. Por exemplo, eles são usados como meio de transporte aéreo primário do Corpo de Fuzileiros Navais dos Estados Unidos ao partirem de navios de assalto anfíbio LHD e LHA. As possibilidades de pouso de um helicóptero são quase ilimitados e onde o pouso é impossível, como em uma floresta densa, o helicóptero pode pairar sobre ela permitindo que as tropas sejam lançadas por rapel. 
Os helicópteros de transporte são operados nas classes de assalto, médio e pesados. Helicópteros de assalto aéreo são normalmente os menores dos modelos de transporte e projetados para mover um grupo de combate de infantaria ou uma Secção e seus equipamentos. Helicópteros com esta tarefa são normalmente armados para sua própria proteção em trânsito e para supressão na área de pouso. Este armamento pode ser em forma de atiradores de porta ou modificando o helicóptero com pilones para que carreguem mísseis ou lança-foguetes. Por exemplo, o Sikorsky S-70 equipado com o ESSM (Sistema de Suporte Externo - External Stores Support System) e a variante Hip E do Mil Mi-8 podem carregar tanto armamento quanto alguns helicópteros de ataque dedicados.
Helicópteros médios de transporte são normalmente capazes de mover até um pelotão de infantaria e são capazes de transportar peças de artilharia ou veículos militares leves, tanto interna como externamente. Diferente de um helicóptero de assalto, eles normalmente não pousam diretamente em uma área contestada, mas são usados para reforçar e reabastecer áreas já tomadas pela onda de assalto inicial. Alguns exemplos incluem versões não armadas do Mil Mi-8, Super Puma, e CH-46 Sea Knight.
Helicópteros pesados de transporte são os maiores e mais capazes dos tipos de transporte, atualmente limitados ao CH-53 Sea Stallion e o relacionado CH-53E Super Stallion, CH-47 Chinook, Mil Mi-26, e Aérospatiale Super Frelon. Capazes de transportar até 80 tropas e mover pequenos carros de combate (normalmente como cargas externas, mas também podem ser transportados internamente), estes helicópteros operam na tarefa de transporte tático quase que da mesma forma que pequenos aviões turboélice. A menor velocidade, alcance e maior consumo de combustível dos helicópteros são compensados por sua habilidade de operar basicamente em qualquer lugar.